# Rukmini Laxmipathi
Rukmini Laxmipathi est une personnalité politique indienne (° 6 décembre 1892 - † 6 août 1951) née dans une famille d’agriculteurs de Madras.
Profondément influencée par les leaders nationaux que furent Mahatma Gandhi, Sarojini Naidu et C. Ragopalachari, elle fut élue au Congrès indien en 1932 avant de militer activement en faveur de l’indépendance à Salt Satyagraha et sera emprisonnée pendant un an en raison de son action politique par les Britanniques.
Élue à l’Assemblée législative de Madras en 1937, elle fut ministre de la Santé dans le gouvernement de T. Pakrasan en 1946. Elle demeura en poste jusqu'à son décès.